# Vietocycla katyae
Vietocycla katyae (лат.) — ископаемый вид цикадовых рода Vietocycla из семейства Hylicellidae (Cicadomorpha). Обнаружены в отпечатках к юго-западу от Пекина (юго-западный Пекин, Китай, возраст около 120 млн лет; формация Lushangfen, аптский ярус, меловой период).

## Описание
Среднего размера цикадовые насекомые, длина крыла 15,9 мм (ширина 6,1 мм).
Вид был впервые описан по отпечаткам переднего крыла в 2019 году китайскими энтомологами Yanzhe Fu & Diying Huang (Китай). От близкого вида Vietocycla peregrina Shcherbakov, 1988 (Байсса, Бурятия, Россия) отличается жилкованием: ствол ScP + RA разветвляется на жилки ScP и RA почти в средней части крыла (ScP + RA отсутствует у V. peregrina); RP с двумя ветвями и восемью окончаниями (RP простая у V. peregrina); CuA с четырьмя окончаниями (CuA только с двумя у V. peregrina).

## Этимология
Видовое название Vietocycla katyae дано в честь российского палеоэнтомолога и акаролога Екатерины (Кати) Алексеевны Сидорчук (1981—2019), трагически погибшей 20 января.